# Хюбнер, Каролина
Каролина Хюбнер (англ. Karolina Hübner) — американский философ, доцент кафедры философии и научный сотрудник кафедры Химана Брауна Корнеллского университета. Она известна своими работами, посвящёнными идеям Б. Спинозы. Хюбнер является лауреатом ежегодной премии журнала «Journal of the History of Philosophy» за свою статью «Репрезентация и идентичность разума и тела в философии Спинозы» (2022).

## Книги
- Human: A History (ed.), Oxford University Press 2022
- Spinoza on Mind: Idealism and Intentionality
- Cambridge Spinoza Lexicon, co-editor with Justin Steinberg (2022)